# Єгор'євське (Новосибірська область)
Єгор'євське (рос. Егорьевское) — село у Маслянинському районі Новосибірської області Російської Федерації. Входить до складу муніципального утворення Єгор'євська сільрада. Населення становить 584 особи (2010). 

## Населення
| 2002 | 2007 | 2010 |
| ---- | ---- | ---- |
| 770  | ↘731 | ↘584 |

## Люди
В селі народився Акінфієв Василь Іванович (нар. 1926) — партійний і державний діяч Молдавської РСР.